# Congochromis dimidiatus
Congochromis dimidiatus ist eine Fischart aus der Familie der Buntbarsche (Cichlidae), die in Zentralafrika im Kongobecken und im Gebiet des oberen Schari vorkommt.

## Merkmale
Congochromis dimidiatus erreicht eine Standardlänge von 6 bis 7 cm, wobei Weibchen etwas kleiner bleiben. Die Art hat einen gestreckten Körper mit abgerundeter Schnauze und Schwanzflosse. Die Grundfärbung von Congochromis dimidiatus ist in der Regel graubraun. Bei einigen Individuen oder Populationen aus dem sehr großen Verbreitungsgebiet kommt auch ein Rotfärbung des Rückens und der Afterflosse, in Ausnahmen auch des gesamten Körpers vor. Bei unterlegenen oder kein Revier besitzenden Fischen oder auch Stimmungsabhängig können zwei dunkel Längsbänder oder dunkle Punktreihen auf den Körperseiten sichtbar sein. Laichbereite Weibchen besitzen eine gelborange Bauchfärbung und zeigen einen sibrigweißen Streifen in der Rückenflosse. Bei den Männchen sind die weichstrahligen Abschnitte von Rücken- und Afterflosse etwas höher und sie zeigen dort sowie auf der Schwanzflosse immer Reihen heller Punkte. Die Rückenflosse wird von 17 Hartstrahlen und von 7 Weichstrahlen gestützt, die Afterflosse hat 6 Weichstrahlen.

## Fortpflanzung
Congochromis dimidiatus ist ein Substratlaicher mit starker Paarbindung. Als Laichsubstrat dienen die Wände von Höhlen und Spalten, Blätter lebender Pflanzen oder totes Laub am Bodengrund der Gewässer. Ein Gelege umfasst in der Regel 50 bis 100 Eier. Eier und Larven werden vor allem vom Weibchen versorgt. Das Männchen beteiligt sich an der Bewachung der freischwimmenden Jungfische.

## Systematik
Die Buntbarschart wurde im Jahr 1900 durch den französischen Ichthyologen Jacques Pellegrin unter dem Namen Pelmatochromis dimidiatus erstmals wissenschaftlich beschrieben. Mit der Einführung der Gattung Nanochromis im Jahr 1904, die sich unter anderem durch eine erhöhte Seitenlinie von Pelmatochromis und anderen westafrikanischen Buntbarschgattungen unterscheidet, durch denselben Autor kam die Art zu Nanochromis. In den 1960er Jahren wurden kleine rötliche Buntbarsche, die der Fischimporteur Brichard nach Europa eingeführt hatte, als Nanochromis dimidiatus bezeichnet. Es handelte sich jedoch um eine bisher unbeschriebene Art die den Handelsnamen Nanochromis sp. “Makoua” erhielt. Diese Fische verschwanden in den folgenden Jahren wieder aus den europäischen Aquarien. In der zweiten Hälfte der 1980er Jahre wurden wieder kleine rötliche Buntbarsche importiert, von denen man vermutete, dass es sich um Nanochromis dimidiatus handeln würde, die aber später als Nanochromis squamiceps (jetzt Congochromis squamiceps) bestimmt wurden. Nanochromis sp. “Makoua” wurde im Jahr 2005 unter der Bezeichnung Congochromis sabinae erstmals wissenschaftlich beschrieben. Wie der britische Ichthyologe Peter Humphry Greenwood feststellte, lassen sich innerhalb der Gattung Nanochromis zwei Gruppen deutlich unterscheiden. Eine Gruppe hat eine graue oder bläuliche Grundfärbung und zeigt hin und wieder dunkle Querbänder, die andere hat einen dunklen Längsstreifen und zeigt einen deutlichen Geschlechtsdimorphismus. Im Jahr 2007 wurde durch die US-amerikanische Ichthyologin Melanie Stiassny und ihren Kollegen Ulrich K. Schliewen für die zweite Gruppe die Gattung Congochromis eingeführt, in die auch Nanochromis dimidiatus gestellt wurde.

## Belege
1. 1 2 3 4 5  Anton Lamboj: Die Cichliden des westlichen Afrikas. Verlag: Natur und Tier, 2006, ISBN 386-659000-8, Seiten 135 u. 136.
2. 1 2  Congochromis dimidiatus auf Fishbase.org (englisch)
3. ↑  Anton Lamboj. 2005. Nanochromis sabinae, a new cichlid species (Teleostei, Cichlidae) from the Upper Congo River area and Northeast Gabon. Zootaxa 827: 1-11. ISSN 1175-5326 PDF (Memento des Originals vom 3. Mai 2020 im Internet Archive)  Info: Der Archivlink wurde automatisch eingesetzt und noch nicht geprüft. Bitte prüfe Original- und Archivlink gemäß Anleitung und entferne dann diesen Hinweis.
4. ↑  Melanie L. J. Stiassny & Ulrich K. Schliewen: Congochromis, a New Cichlid Genus (Teleostei: Cichlidae) from Central Africa, with the Description of a New Species from the Upper Congo River, Democratic Republic of Congo. American Museum Novitates Number 3576 :1-14. 2007 doi:10.1206/0003-0082(2007)3576[1:CANCGT]2.0.CO;2